# London Anniversary Games 2017
I London Anniversary Games 2017 è stata la 50ª edizione dell'annuale meeting di atletica leggera, e si è svolto allo Olympic Stadium di Londra, il 9 luglio 2017. Il meeting è stato la nona tappa del circuito di atletica leggera IAAF Diamond League 2017.

## Programma
| #  | Orario | Specialità         |
| -- | ------ | ------------------ |
| 1  | 12:30  | Lancio del disco   |
| 2  | 13:03  | Salto in lungo     |
| 3  | 13:14  | 400 metri          |
| 4  | 13:50  | 1500 metri         |
| 5  | 14:03  | 400 metri ostacoli |
| 6  | 14:13  | 200 metri          |
| 7  | 14:58  | 800 metri          |
| 8  | 15:07  | 100 metri          |
| 9  | 15:28  | 110 metri ostacoli |
| 10 | 15:48  | 3000 metri         |

| #  | Orario | Specialità             |
| -- | ------ | ---------------------- |
| 1  | 12:20  | Salto con l'asta       |
| 2  | 12:25  | 400 metri ostacoli     |
| 3  | 13:40  | 800 metri              |
| 4  | 14:10  | Salto in alto          |
| 5  | 14:27  | Lancio del giavellotto |
| 6  | 14:37  | Salto in lungo         |
| 7  | 14:40  | 100 metri              |
| 8  | 14:49  | 400 metri              |
| 9  | 15:17  | 100 metri ostacoli     |
| 10 | 15:38  | Miglio                 |

     Specialità valide per la Diamond League

## Risultati

### Uomini
| Specialità       |                | Prestazione | 2º classificato   | Prestazione | 3º classificato    | Prestazione |
| 100 m            | Chijindu Ujah  | 10"02       | James Dasaolu     | 10"06       | Isiah Young        | 10"07       |
| 200 m            | Ameer Webb     | 20"13       | Fred Kerley       | 20"24       | Isiah Young        | 20"24       |
| 400 m            | Michael Cherry | 45"02       | Tony McQuay       | 45"29       | Dwayne Cowan       | 45"36       |
| 800 m            | Nijel Amos     | 1'43"18     | Donavan Brazier   | 1'43"95     | Asbel Kiprop       | 1'44"43     |
| 1500 m           | Chris O'Hare   | 3'34"75     | Vincent Kibet     | 3'34"88     | Filip Ingebrigtsen | 3'34"91     |
| 3000 m           | Mo Farah       | 3'34"75     | Adel Mechaal      | 3'34"88     | Andrew Butchart    | 3'34"91     |
| 110 m ostacoli   | Aries Merritt  | 13"09       | Milan Trajkovic   | 13"25       | Shane Brathwaite   | 13"26       |
| 400 m ostacoli   | Kerron Clement | 48"02       | Kyron McMaster    | 48"12       | Yasmani Copello    | 48"54       |
| Salto in lungo   | Jeff Henderson | 8.17 m      | Michael Hartfield | 7.99 m      | Marquis Dendy      | 7.95 m      |
| Lancio del disco | Daniel Ståhl   | 66.73 m     | Fedrick Dacres    | 66.66 m     | Philip Milanov     | 66.65 m     |

### Donne
| Specialità             |                    | Prestazione | 2º classificato       | Prestazione | 3º classificato                | Prestazione |
| 100 m                  | Elaine Thompson    | 10"94       | Dafne Schippers       | 10"97       | Blessing Okagbare-Ighoteguonor | 10"99       |
| 400 m                  | Allyson Felix      | 49"65       | Courtney Okolo        | 50"29       | Shamier Little                 | 50"40       |
| 800 m                  | Charlene Lipsey    | 1'59"43     | Shelayna Oskan-Clarke | 1'59"82     | Hedda Hynne                    | 1'59"87     |
| Miglio                 | Hellen Obiri       | 4'16"56     | Laura Muir            | 4'18"03     | Winny Chebet                   | 4'19"55     |
| 100 m ostacoli         | Kendra Harrison    | 12"39       | Sally Pearson         | 12"48       | Sharika Nelvis                 | 12"62       |
| 400 m ostacoli         | Jenieve Russell    | 54"02       | Cassandra Tate        | 54"59       | Wenda Nel                      | 54"73       |
| Salto in alto          | Mariya Lasitskene  | 2.00 m      | Vashti Cunningham     | 1.97 m      | Erika Kinsey                   | 1.94 m      |
| Salto con l'asta       | Katerina Stefanidi | 4.81 m      | Nicole Büchler        | 4.73 m      | Michaela Meijer                | 4.65 m      |
| Salto in lungo         | Tianna Bartoletta  | 7.01 m      | Ivana Španović        | 6.88 m      | Brooke Stratton                | 6.79 m      |
| Lancio del giavellotto | Barbora Špotáková  | 68.26 m     | Sara Kolak            | 67.83 m     | Martina Ratej                  | 64.85 m     |

     Prestazione che stabilisce il nuovo record del meeting.